# Vanån
 (mars 2015).
Si vous disposez d'ouvrages ou d'articles de référence ou si vous connaissez des sites web de qualité traitant du thème abordé ici, merci de compléter l'article en donnant les références utiles à sa vérifiabilité et en les liant à la section « Notes et références ».
Vanån est une rivière de Dalécarlie, en Suède. C'est le principal affluent du Västerdalälven, dans lequel il se jette au niveau de Vansbro.